# 甬舟高速公路
宁波－舟山高速公路，简称甬舟高速，中国国家高速公路网编号为G9211，是G92高速公路的联络线之一，全线位于浙江境内，始于宁波绕城高速公路前洋枢纽，终于舟山市329国道鸭蛋山环岛公路。蛟川至舟山路段于2009年12月25日通车，前洋至蛟川段与宁波绕城高速公路共用路段，其中保国寺至蛟川路段开通于2010年12月31日通车，使舟山接入国家高速公路网。

## 建设过程
甬舟高速公路蛟川至舟山路段建设时称为舟山大陆连岛工程，全长48公里，是中国规模最大的陆岛联络工程。 一期工程于1999年9月开工，2006年1月1日建成通车，包括岑港大桥、响礁门大桥、桃夭门大桥三座大桥。二期工程于2005年获得国家发改委立项。同年5月20日，西堠门大桥开工；11月25日，金塘大桥开工。2009年12月25日，一期与二期工程全线通车。 前洋至保国寺路段为宁波绕城高速公路西段组成部分，全长7公里，2005年开工，2007年12月26日建成通车。保国寺至蛟川路段为宁波绕城高速公路东段组成部分，全长13公里，2007年11月8日开工，并于2010年12月31日晚23点58分通车。

## 跨海大桥群
甬舟高速公路包括5座跨海大桥和连接线公路组成，连接舟山岛、里钓岛、富翅岛、册子岛、金塘岛和陆地。五座大桥统称舟山跨海大桥。其中，金塘大桥是中国第三长的跨海大桥和外海中已建成的最长斜拉桥。西堠门大桥在已建成悬索桥中跨径位列世界第四。

### 岑港大桥
岑港大桥是甬舟高速公路在舟山本岛侧的第一座跨海大桥，跨越岑港水道，连接舟山本岛的岑港镇和里钓岛。全桥长为793米，双向四车道。

### 响礁门大桥
响礁门大桥跨越响礁门水道，连接里钓岛和富翅岛。全长951米，双向四车道，通航等级为500吨级，主跨150米。

### 桃夭门大桥
桃夭门大桥跨越桃夭门水道，连接富翅岛和册子岛。全长888米，双向四车道，通航等级为2000吨级，主跨580米。以上三座大桥为连岛工程的第一期工程于1999年底动工建设，至2004年底主体工程建设完成，2006年1月1日全部建成通车。

### 西堠门大桥
西堠门大桥于2004年5月开工建设，2009年12月25日通车。大桥跨越西堠门水道，连接册子岛和金塘岛。按照工程设计，该桥全长2948米，双向四车道，通航等级为30000吨级，主跨1650米，该跨径在目前悬索桥建设中位居世界第二、中国第一。

### 金塘大桥
金塘大桥东起金塘岛，西接宁波的镇海炼化厂西侧。该桥跨海全长 18.5公里，双向四车道，主航道桥采用主跨620米的双塔双索面斜拉桥方案，通航等级为50000吨级。金塘大桥是继杭州湾跨海大桥、东海大桥后中国第三长的跨海大桥。于2004年5月开工建设，2009年12月25日通车。

## 建设事故
甬舟高速公路的跨海桥梁在建设过程中曾经发生3次船舶与桥梁相撞事故。2008年3月28日，一艘台州籍货轮与建设中的金塘大桥相撞，造成四人失踪，两块箱梁断裂并砸中船体，桥梁施工暂停。2009年1月6日，一艘连云港籍工程船只与桃夭门大桥发生擦碰，幸而未影响桥梁结构。2009年11月16日，一艘韩国籍货轮与金塘大桥发生碰撞，虽然未影响桥梁主体，但是这次事故使得原定于11月22日通车的甬舟高速公路延迟到12月25日。

## 争议

### 进岛费
甬舟高速公路通车后，所有车辆通行蛟川-舟山路段需要缴纳10元人民币的“舟山本岛车辆通行费”（俗称“进岛费”）。这引发了舟山市民的意见。对此，主管部门表示，这项费用主要用于填补资金缺口。2010年6月，舟山本地车辆办理相关手续后通行金塘-舟山路段可免缴此项费用，但外地车辆仍需缴纳此项费用。

### 限速
由于道路设施原因，甬舟高速公路舟山-里钓路段在建成之初限速为60公里/小时，里钓-册子限速为80公里/小时。 这项规定引起了一定的争议。2010年12月20日起，舟山-册子路段小型车限速提高到80公里/小时。

## 互通枢纽及服务设施列表
| 地区                                                                                         | 里程 | 类型                                       | 名称        | 连接                                                  | 说明 |
| -------------------------------------------------------------------------------------------- | ---- | ------------------------------------------ | ----------- | ----------------------------------------------------- | --- |
| 宁波市 江北区                                                                                |      | 枢纽 · 出入口                              | 宁波北 前洋 | 沈海高速 宁波绕城高速 杭州湾环线高速 228国道 北外环路 | 与 宁波绕城高速共线段起点 单向出高速公路另收宁波市江北区高速连接线费用                                                    |
| 宁波市 江北区                                                                                |      | 出入口                                     | 保国寺      | 荣吉西路（ 307省道） 机场路                           | |
| 宁波市 镇海区                                                                                |      | 出入口                                     | 九龙湖      | 九龙大道（ 329国道）                                  | |
| 宁波市 镇海区                                                                                |      | 出入口 · 停车场 · 加油设施 · 修车站 · 餐厅 | 沙河 镇海   | 世纪大道（望海南路）                                  | |
| 宁波市 镇海区                                                                                |      | 枢纽 · 出入口                              | 蛟川        | 宁波绕城高速 东外环路 镇海大道                        | 金塘大桥连接蛟川-沥港，与 宁波绕城高速共线段终点                                                                          |
| 宁波市 镇海区                                                                                |      | 枢纽                                       | 威海        | 杭甬高速                                              | |
| 舟山市 定海区                                                                                |      | 出入口                                     | 沥港        | 金塘疏港公路                                          | 限宁波方向入，舟山方向出                                                                                                  |
| 舟山市 定海区                                                                                |      | 出入口 · 停车场 · 加油设施 · 修车站 · 餐厅 | 金塘 舟山   | 金塘 舟山                                             | 西堠门大桥连接金塘-册子，服务区位于收费区外，从金塘出口下高速方能到达该服务区包含舟山跨海大桥展览馆，可观赏西堠门大桥全景 |
| 舟山市 定海区                                                                                |      | 出入口                                     | 册子        | 册南路                                                | 桃夭门大桥连接册子-富翅                                                                                                   |
| 舟山市 定海区                                                                                |      | 枢纽                                       | 富翅        | 定岱高速                                              | 限宁波方向入，舟山方向出                                                                                                  |
| 舟山市 定海区                                                                                |      | 出入口                                     | 富翅        | 富翅                                                  | 响礁门大桥连接富翅-里钓，限宁波方向出、舟山方向入                                                                         |
| 舟山市 定海区                                                                                |      | 出入口                                     | 里钓        | 里钓                                                  | 岑港大桥连接里钓-岑港，限宁波方向入、舟山方向出                                                                           |
| 舟山市 定海区                                                                                |      | 出入口                                     | 岑港        | 329国道                                               | 限宁波方向入，舟山方向出                                                                                                  |
| 舟山市 定海区                                                                                |      | 主线出入口 · 主线收费站                    | 舟山        | 329国道                                               | |
| 1.000 英里 = 1.609 千米；1.000 千米 = 0.621 英里 并行路段 • 已关闭／取消 • 限制进入 • 未开放 |      |                                            |             |                                                       | |

## 图集

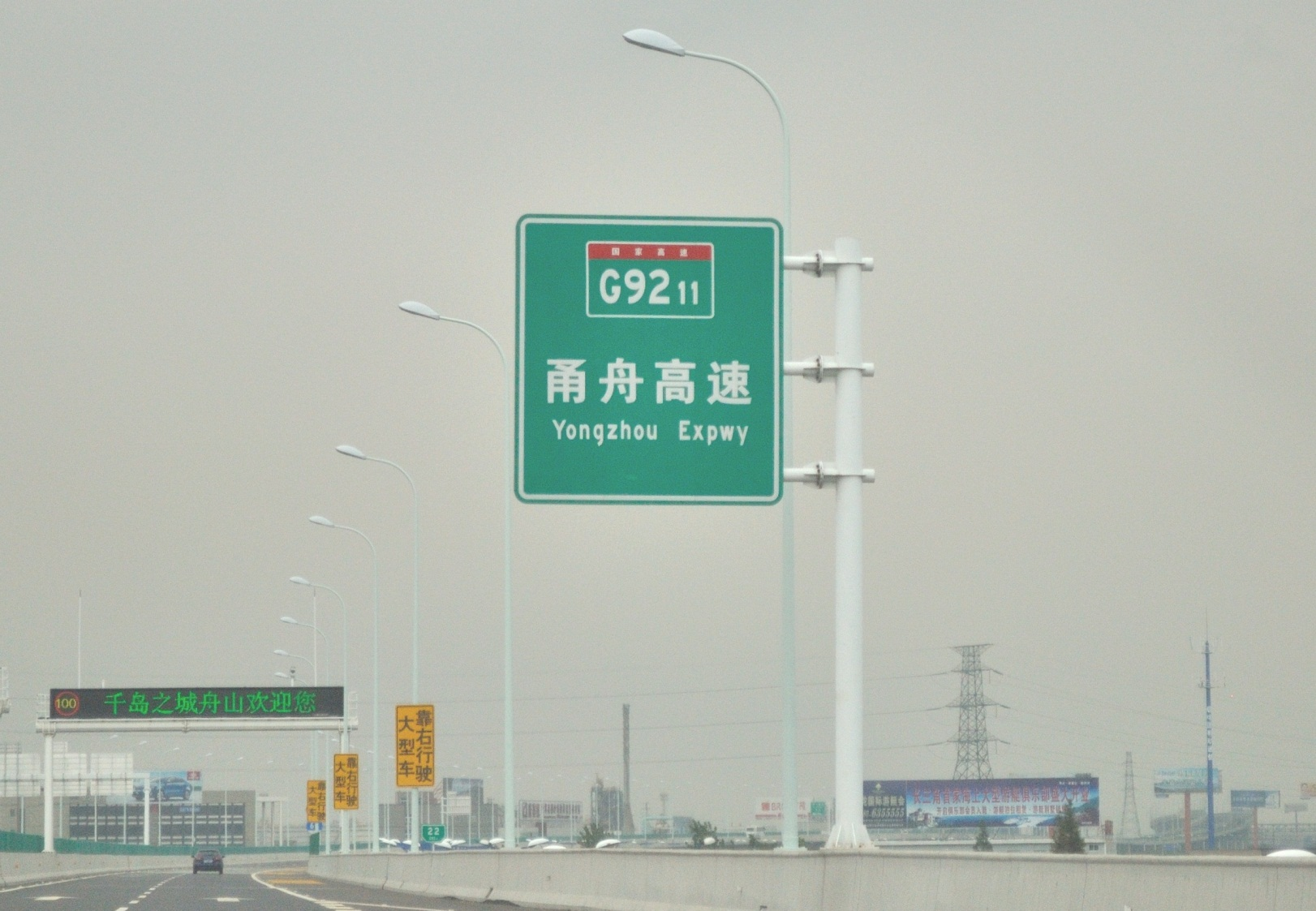
甬舟高速公路路牌
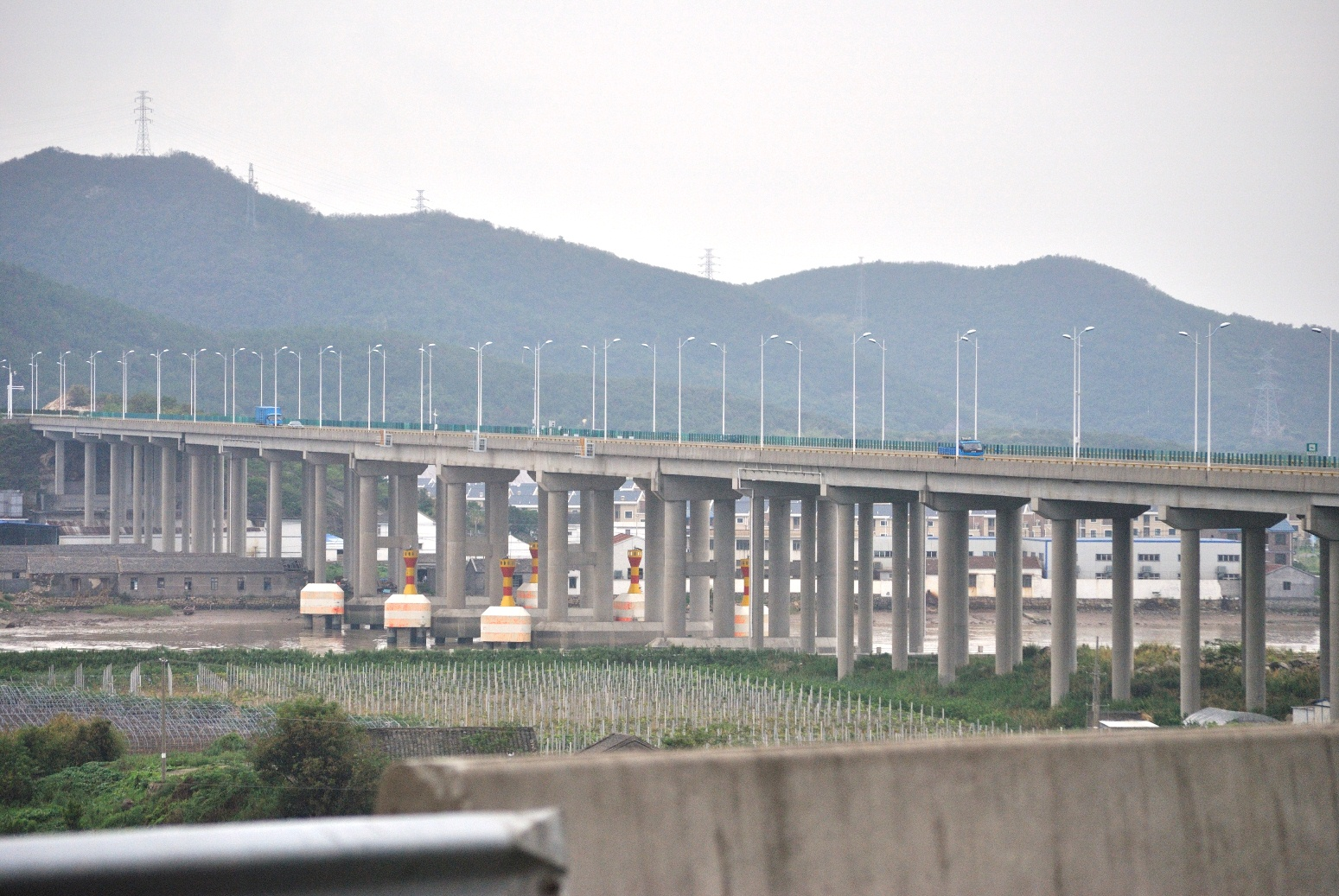
岑港大桥
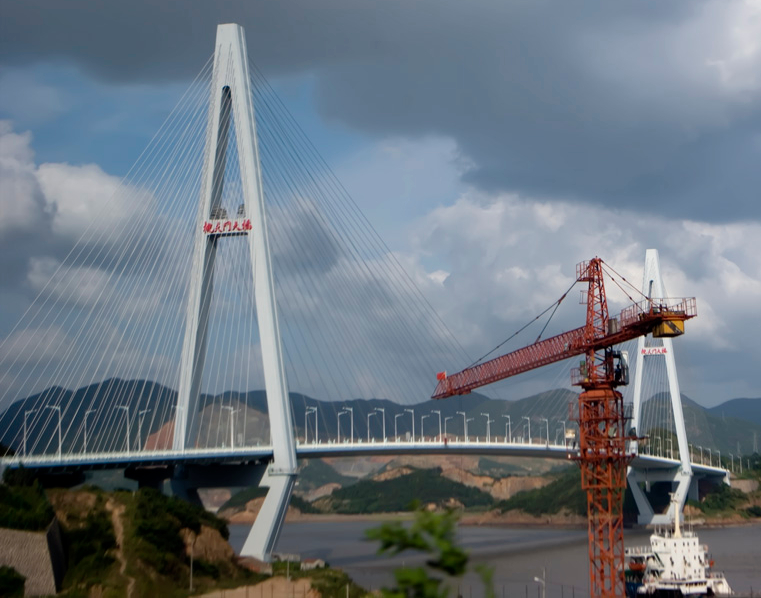
桃夭门大桥
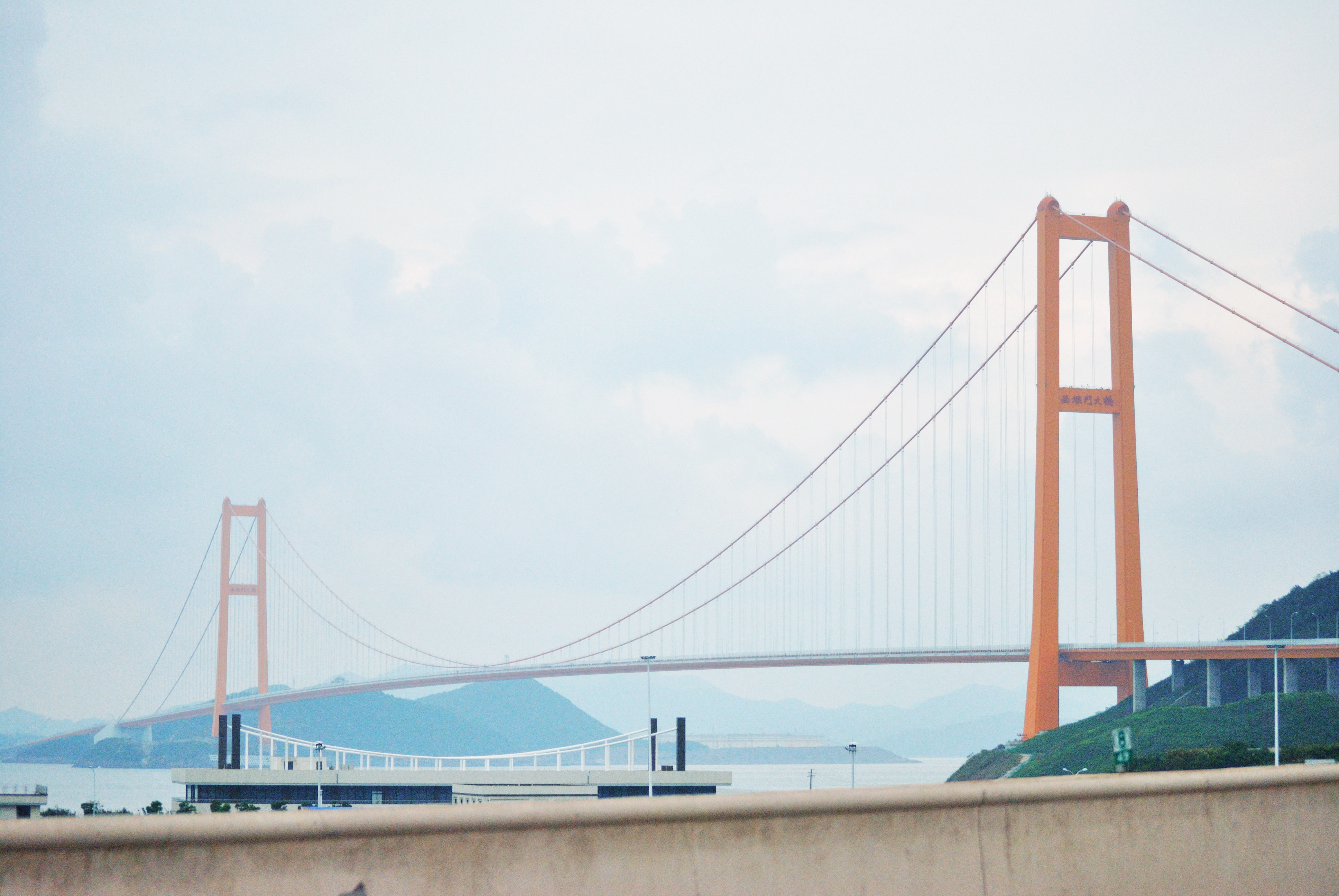
西堠门大桥
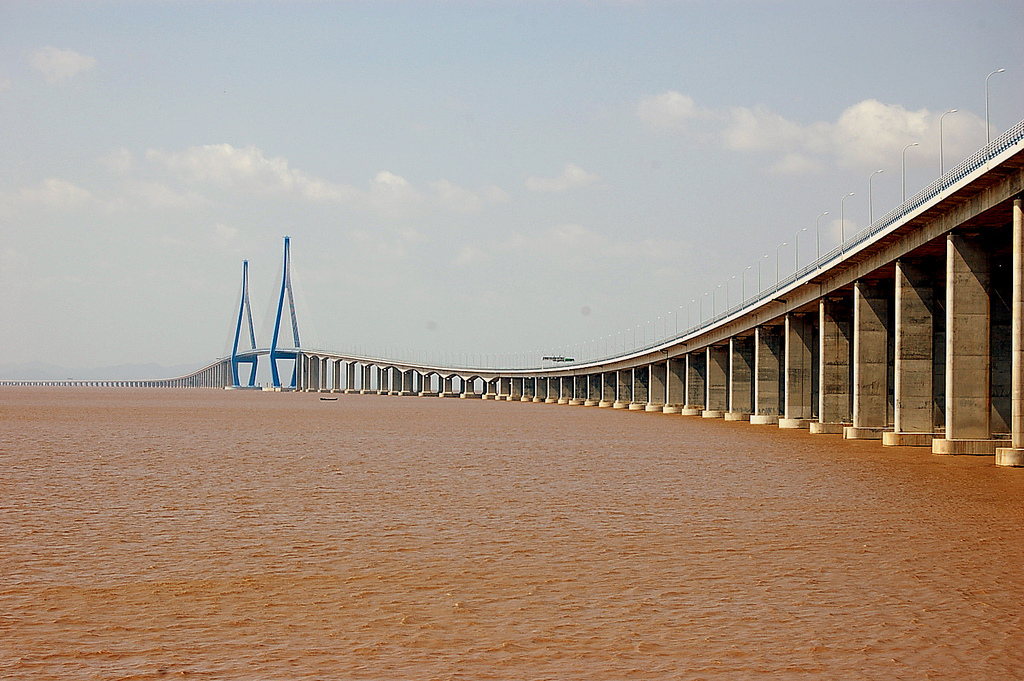
金塘大桥
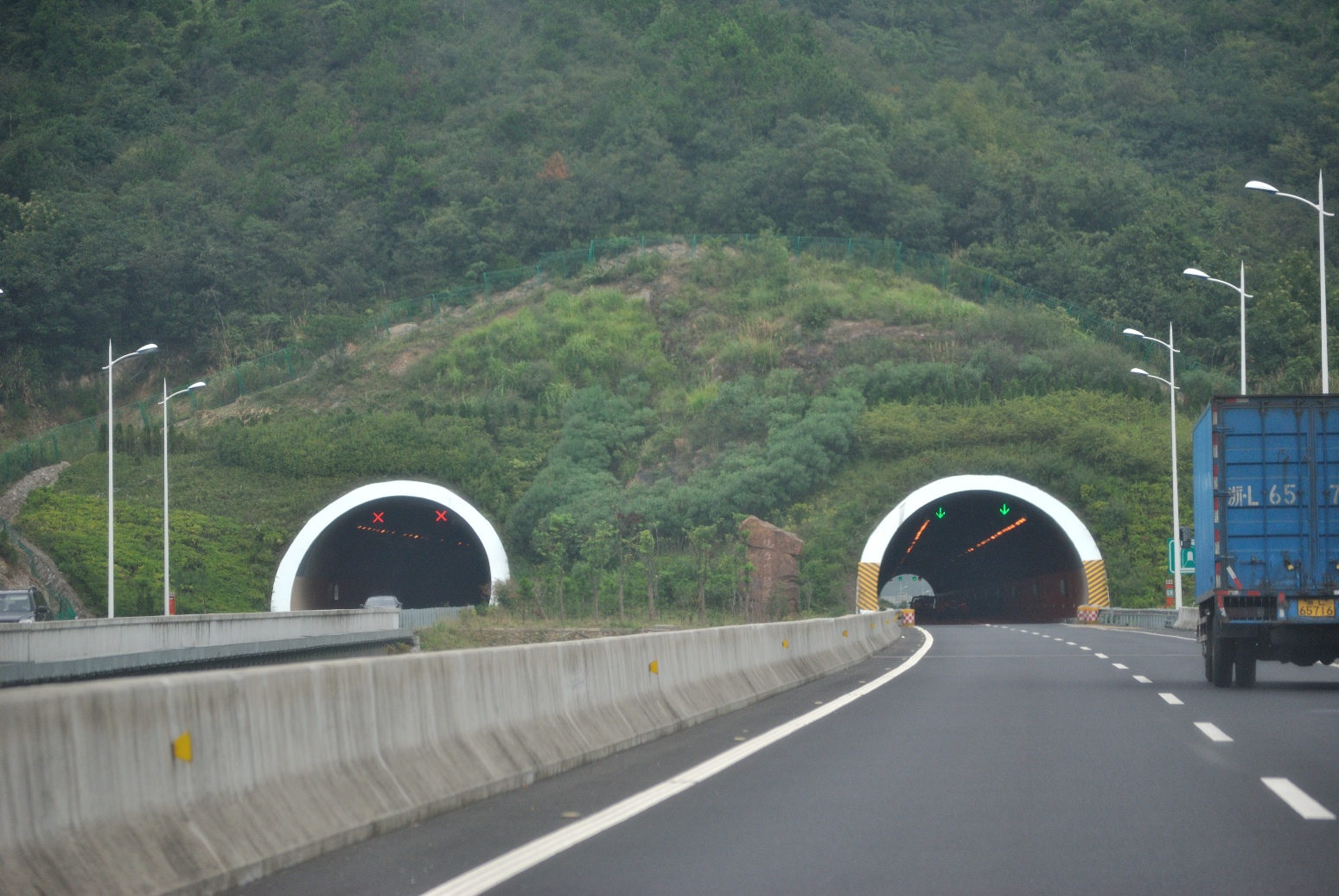
定海炮台山隧道
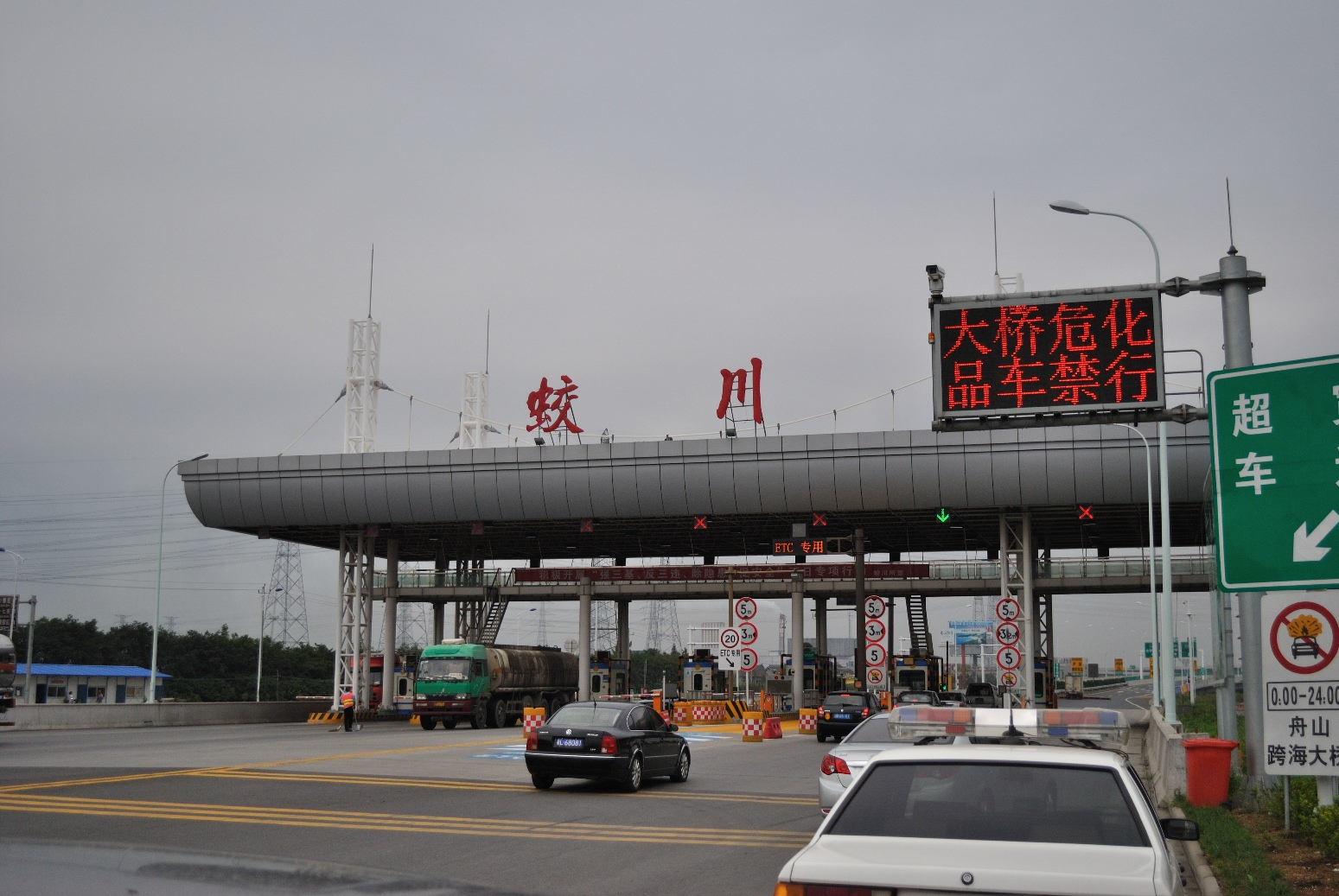
蛟川收费站
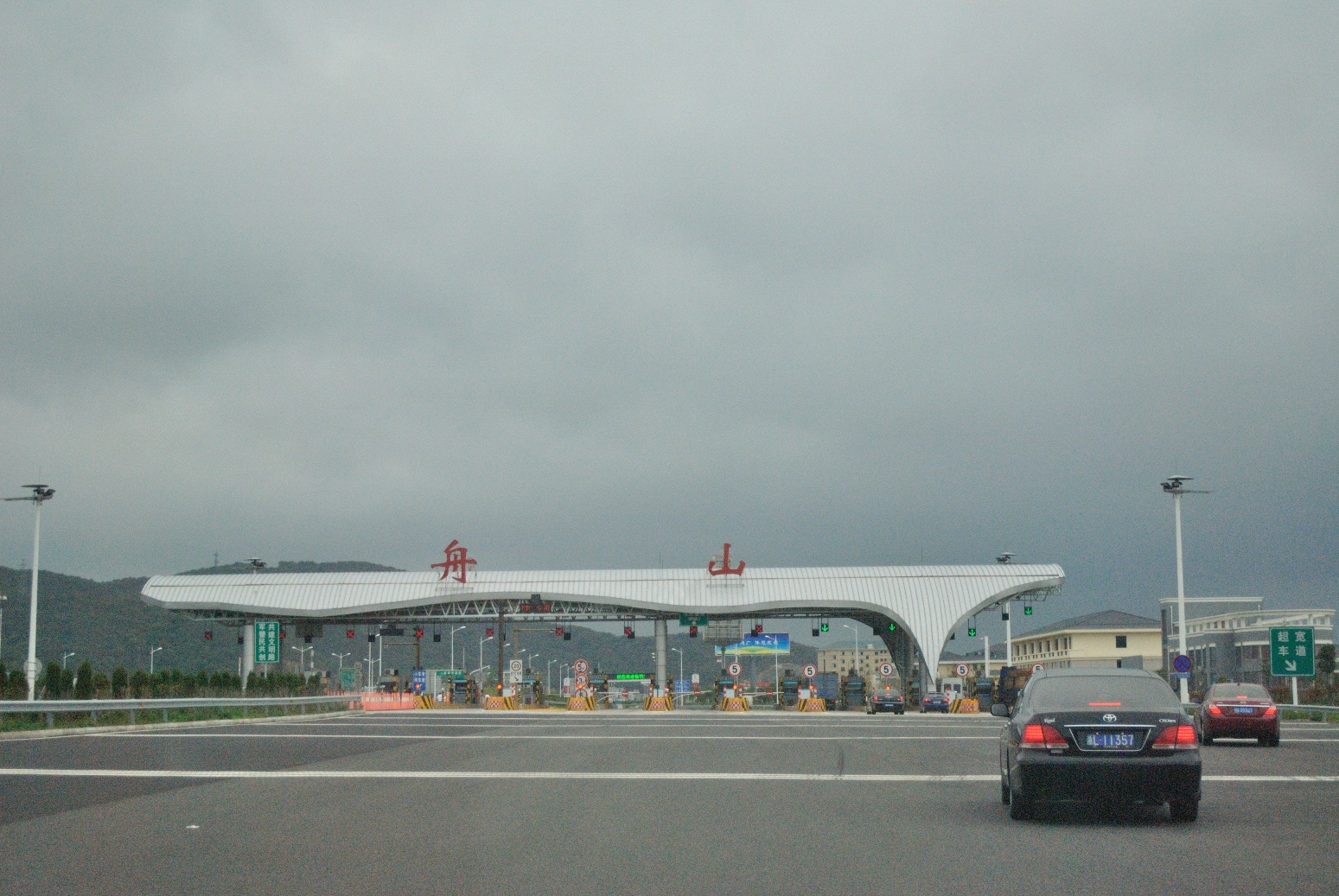
舟山双桥主线收费站